# 変奏曲シリーズ
『変奏曲シリーズ』（へんそうきょくシリーズ）は、作画竹宮惠子、原作増山のりえのマンガ作品。1974年から1985年にかけて中短編が発表された。当時は原作者が付くと物語の書けない作家と思われる流れがあったため、増山はそれを怖れて自分が原作者であることを20年近く伏せていた。

## 概要
クラシック音楽と少年愛がテーマとなっている連作。同じエピソードが、作品によって別の登場人物の視点から語られていることも大きな特徴である。『風と木の詩』とほぼ同時期に描かれた。
増山がピアニストになるための過酷なレッスンと勉強から逃避して、小学生から高校生までの長い時間をかけて作った架空の町ヴィレンツが舞台。増山は街で起こる出来事を友人に語り聞かせ、竹宮が「変奏曲を描かせてくれ」と頼んで漫画化された。街では様々な出来事が起こるので、起承転結の物語はなかったが、竹宮がそれを切り貼りしてストーリーを作り、それぞれのキャラクターを増山のイメージそのままに絵に写した。竹宮は同作を「ものすごく描きたかった。どうしても自分が描きたかった」と言っていたという。

### タイトル一覧
中編
- ヴィレンツ物語（『花とゆめ』1974年9月号）
- 変奏曲 エドアルド･ソルティーを記述する試み（『別冊少女コミック』1976年3 - 5月号）
- アンダルシア恋歌（マドリガル）（『月刊プリンセス』1976年8・9月号）
- 皇帝円舞曲（『週刊少女コミック』1977年8・9号）
- カノン（ペーパームーン別冊『グレープフルーツ』1982年7・8号、1985年20・24号）

短編
- 椿（カメリア）館の三悪人（『別冊少女コミック』1975年9月号）
- ランボーとヴェルレーヌのように（『JOTOMO』1977年4月号）
- VARIATION 変奏曲外伝（『COMIC JUN』1978年創刊号）
- いとこ同志（『週刊少女コミック』1979年3号）
- 変奏曲／ニーノ・アレクシス　その旅路（1979年『Passe Compose』に描き下ろし）
- 変奏曲番外編 カノン（『グレープフルーツ』1981年創刊号）
- 変奏曲番外編 カノン part.2-ニーノ・アレクシスその旅路-（『グレープフルーツ』1981年2号）

## 登場人物
ハンネス・ヴォルフガング・リヒター（ウォルフ）
1950年生まれ。幼い頃、両親と死別し、リヒター夫妻に引き取られる。夫妻の伯父であるリヒター伯爵は、ウォルフの類稀な才能に気付き音楽家の道を歩ませる。6歳のとき、ヴィレンツ音楽院の入学試験でローラと知り合い、よき競争相手のちに恋人となる。12歳頃にピアニストとしてデビューする。幼い頃から病気の自覚があったが、病気を誰にも告げず、悪化して初めてファロー四徴症であることが判明。すでに手の施しようもなかった。アダムスら「ウォルフ・スタッフ」の支えも有り、完璧なスケジュール管理のもと病気を隠しながら演奏活動を続ける。伯爵の亡き後、荘重な邸宅「処女航海」（ユング・フェルン）を受け継ぐ。18歳でヴィレンツ交響楽団の指揮者に就任。類稀な音楽家として短い人生を駆け抜け、周囲に絶大な影響を与えながら、1971年6月21日死去。
エドアルド・ソルティ（エドナン）
1950年生まれ。ヴァイオリニスト、のち指揮者。スペインのカタロニア地方出身で、モントセラト伯爵家の血を引く。幼い頃ウォルフの演奏を聴いて衝撃を受け、彼のような音楽家になるため、オーストリアのヴィレンツ音楽院へ留学。ボブの紹介によってウォルフと知り合い、友情を結ぶ。同時に人民戦線側を支持した革命の闘士であり、留学中にも反政府運動に手を染めていた。これが原因で殺害されかけたのを、ウォルフとアネットに助けられ、アネットとスペイン語で会話するうちに心を通わせるようになるが、結局スペインへ帰国する。しかし、首相暗殺に失敗する等、失意の中、歌手活動をしていたアネットの歌を聞き、やがてオーストリアへ戻る。1969年にヴァイオリニストとして楽界にデビュー。ウォルフの死後、アネットと結婚する。ウォルフを尊敬し、強く愛していた。
ホルバート・メチェック（ボブ）
ウォルフとエドナンの友である音楽評論家。同性愛者。資産家で、スペイン風の豪邸「椿荘」を所有。エドナンを、後にその息子ニーノを支援する。
ローラ・マリエステ・ナンネル
ウォルフの幼馴染み、よきライバル。音楽院での成績はウォルフに次ぐ、次席でありコンセルヴァトワールへの留学の話もあったが辞退した。優れた才能をもちながらも楽界へはデビューせず、ウォルフのサポートにまわる。18歳で婚約、21歳で結婚。4ヶ月の結婚生活であったが、一子アレンを身ごもる。
アレン・フレデリク・リヒター
ウォルフとローラの子。彼に亡きウォルフを投影した叔父エドナンに非常に可愛がられ、アレンも「パパ・エドナン」と彼を慕う。アレンはエドナンの期待に応えようとするが、やがて屈折し苦しんでいく。
アンリエット・リヒター（アネット）
ウォルフの実妹。ひとりスペインの貧しい家庭へ引き取られていた。ウォルフが迎えに来て共にウィーンで暮らすようになると、その美貌と無邪気さで社交界の花形となる。ペーターの紹介で写真集「小妖精」（ニンフェット）のモデルを務め、センセーションを巻き起こす。やがてエドナンと愛し合うようになり、彼が帰国した際には寂しさを芸能活動へぶつける。ウォルフから溺愛されていたが、疾病のことは知らされておらず、兄が死去した際は一年近くに渡り虚脱状態に陥った。しかし、兄から贈られた花束と遺言によって快復し、エドナンと結婚。ニーノとフェルの一男一女が生まれた。子どもを可愛がるが、エドナンを最も愛し優先していたため、ニーノの心の支えにはなれなかった。
ニーノ・アレクシス・ソルティ
エドナンとアネットの子。天才であり華やかで無神経な父に対するコンプレックスと、父が溺愛した従兄アレンに対する嫉妬に苦しみ、抑圧されて育った。幼いニーノと出会ったボブは、彼を唯一理解して、あたたかく励ました。ニーノはボブに心を許し、慕うようになる。13歳頃、スウェーデンへの留学途中に失踪。しかしその後もコペンハーゲンで音楽活動をしていた。
アラン・マーチン
実業家。
ペーター・フォン・ガルトナー
バレエダンサー、ウォルフの友人。一時期、アネットと婚約していた。